# Massimo Martino
Massimo Martino (Lussemburgo, 18 settembre 1990) è un allenatore di calcio ed ex calciatore lussemburghese di origine italiane, di ruolo difensore.

## Carriera
Nella sua carriera ha giocato in Division Nationale con le maglie del RFCU Luxembourg, Jeunesse Esch, RM Hamm Benfica e, dal 2011, F91 Dudelange.
Ha anche un'esperienza (2009-2010) in Germania, dove ha militato nelle giovanili del Wuppertaler Sport-Verein Borussia, con cui ha raccolto anche una presenza in 3. Liga.
Dal 2008 è nel giro della nazionale maggiore, dopo aver raccolto presenze anche nelle nazionali giovanili.
Il 20 giugno 2014 il giocatore passa in prestito al CS Grevenmacher. Dopo una stagione in prestito torna all'F91 Dudelange, ma il 19 giugno 2015 questa società ha comunicato che Martino ha lasciato il club. 
Successivamente il giocatore si è trasferito al CS Fola Esch.

## Statistiche

### Cronologia presenze e reti in Nazionale
| Cronologia completa delle presenze e delle reti in nazionale ― Lussemburgo | Cronologia completa delle presenze e delle reti in nazionale ― Lussemburgo | Cronologia completa delle presenze e delle reti in nazionale ― Lussemburgo | Cronologia completa delle presenze e delle reti in nazionale ― Lussemburgo | Cronologia completa delle presenze e delle reti in nazionale ― Lussemburgo | Cronologia completa delle presenze e delle reti in nazionale ― Lussemburgo | Cronologia completa delle presenze e delle reti in nazionale ― Lussemburgo | Cronologia completa delle presenze e delle reti in nazionale ― Lussemburgo |
| Data                                                                       | Città                                                                      | In casa                                                                    | Risultato                                                                  | Ospiti                                                                     | Competizione                                                               | Reti                                                                       | Note                                                                       |
| -------------------------------------------------------------------------- | -------------------------------------------------------------------------- | -------------------------------------------------------------------------- | -------------------------------------------------------------------------- | -------------------------------------------------------------------------- | -------------------------------------------------------------------------- | -------------------------------------------------------------------------- | -------------------------------------------------------------------------- |
| 27-5-2008                                                                  | Lussemburgo                                                                | Lussemburgo                                                                | 1 – 1                                                                      | Capo Verde                                                                 | Amichevole                                                                 | -                                                                          |                                                                            |
| 19-11-2008                                                                 | Lussemburgo                                                                | Lussemburgo                                                                | 1 – 1                                                                      | Belgio                                                                     | Amichevole                                                                 | -                                                                          | 72’                                                                        |
| 12-8-2009                                                                  | Lussemburgo                                                                | Lussemburgo                                                                | 0 – 1                                                                      | Lituania                                                                   | Amichevole                                                                 | -                                                                          | 46’                                                                        |
| 14-10-2009                                                                 | Atene                                                                      | Grecia                                                                     | 2 – 1                                                                      | Lussemburgo                                                                | Qual. Mondiali 2010                                                        | -                                                                          | 80’                                                                        |
| 3-3-2010                                                                   | Lussemburgo                                                                | Lussemburgo                                                                | 1 – 2                                                                      | Azerbaigian                                                                | Amichevole                                                                 | -                                                                          | 64’                                                                        |
| 7-9-2010                                                                   | Tirana                                                                     | Albania                                                                    | 1 – 0                                                                      | Lussemburgo                                                                | Qual. Euro 2012                                                            | -                                                                          | 81’                                                                        |
| 17-11-2010                                                                 | Lussemburgo                                                                | Lussemburgo                                                                | 0 – 0                                                                      | Algeria                                                                    | Amichevole                                                                 | -                                                                          | 64’                                                                        |
| 9-2-2011                                                                   | Lussemburgo                                                                | Lussemburgo                                                                | 2 – 1                                                                      | Slovacchia                                                                 | Amichevole                                                                 | -                                                                          | 36’                                                                        |
| 25-3-2011                                                                  | Lussemburgo                                                                | Lussemburgo                                                                | 0 – 2                                                                      | Francia                                                                    | Qual. Euro 2012                                                            | -                                                                          | 54’                                                                        |
| 29-3-2011                                                                  | Piatra Neamț                                                               | Romania                                                                    | 3 – 1                                                                      | Lussemburgo                                                                | Qual. Euro 2012                                                            | -                                                                          | 90’                                                                        |
| 3-6-2011                                                                   | Lussemburgo                                                                | Lussemburgo                                                                | 0 – 1                                                                      | Ungheria                                                                   | Amichevole                                                                 | -                                                                          | 59’                                                                        |
| 7-6-2011                                                                   | Minsk                                                                      | Bielorussia                                                                | 2 – 0                                                                      | Lussemburgo                                                                | Qual. Euro 2012                                                            | -                                                                          |                                                                            |
| 5-2-2013                                                                   | Valence                                                                    | Lussemburgo                                                                | 1 – 1                                                                      | Armenia                                                                    | Amichevole                                                                 | -                                                                          | 63’                                                                        |
| 7-6-2013                                                                   | Baku                                                                       | Azerbaigian                                                                | 1 – 1                                                                      | Lussemburgo                                                                | Qual. Mondiali 2014                                                        | -                                                                          |                                                                            |
| 11-10-2013                                                                 | Lussemburgo                                                                | Lussemburgo                                                                | 0 – 4                                                                      | Russia                                                                     | Qual. Mondiali 2014                                                        | -                                                                          | 76’                                                                        |
| 15-10-2013                                                                 | Coimbra                                                                    | Portogallo                                                                 | 3 – 0                                                                      | Lussemburgo                                                                | Qual. Mondiali 2014                                                        | -                                                                          | 82’                                                                        |
| 17-11-2013                                                                 | Lussemburgo                                                                | Lussemburgo                                                                | 1 – 4                                                                      | Montenegro                                                                 | Amichevole                                                                 | -                                                                          | 46’                                                                        |
| Totale                                                                     |                                                                            | Presenze                                                                   | 17                                                                         |                                                                            | Reti                                                                       | 0                                                                          |                                                                            |

## Palmarès

### Club

#### Competizioni nazionali
- Campionato lussemburghese: 2

F91 Dudelange: 2011-2012, 2013-2014
- Coppa del Lussemburgo: 1

F91 Dudelange: 2011-2012